# Солато (Бреша)
Солато је насеље у Италији у округу Бреша, региону Ломбардија.
Према процени из 2011. у насељу је живело 259 становника. Насеље се налази на надморској висини од 420 м.